# Bulbophyllum oreocharis
Bulbophyllum oreocharis là một loài phong lan thuộc chi Bulbophyllum.